# Karlstein an der Thaya
Karlstein an der Thaya – gmina targowa w Austrii, w kraju związkowym Dolna Austria, w powiecie Waidhofen an der Thaya. Według  Austriackiego Urzędu Statystycznego liczyła 1 495 mieszkańców (1 stycznia 2014).